# August Svedstrup
Christian August Svedstrup, född den 8 oktober 1853 i Köpenhamn, död där den 13 oktober 1893, var en dansk astronom. Han var bror till Alexander Svedstrup.
Svedstrup blev student 1872 och studerade astronomi under d'Arrest och Thiele och var från 1875 anställd vid Sparekassen for Kjøbenhavn og Omegn (från 1884 som chef för Østerbroavdelningen). Han offentliggjorde astronomiska uppsatser i Astronomische Nachrichten. Av hans arbeten kan nämnas Les petites planètes entre Mars et Jupiter (Kiel 1886), som 1885 blev prisbelönad av det danska Videnskabernes Selskab, och Definitive Bahnbestimmung des Cometen 1863 IV (ibidem 1887, belönad med sällskapets guldmedalj).